# Wysznewe
Wysznewe (ukr. Вишневе) – miasto na Ukrainie, w obwodzie kijowskim, w rejonie buczańskim, siedziba hromady. W 2001 roku liczyło ok. 34,3 tys. mieszkańców.